# Füzény
A füzény (Lythrum) a füzényfélék (Lythraceae) névadó nemzetsége mintegy 30–35 fajjal, amelyek nagy többsége fűféle – közöttük egyévesek és évelők egyaránt előfordulnak.

## Elterjedése, élőhelye
Főleg a Mediterráneumban és Nyugat-Ázsiában gyakori; egyes fajai Kelet-Ázsiában, Észak-Amerikában, Ausztráliában és Új-Zélandon is megtalálhatók. Hazánkban négy fajuk él; legismertebb képviselőjük a nedves helyeken, füzesekben, fűzlápokon gyakori réti füzény (fűzfalevelű fű, piros füzény). Többnyire vele együtt fordul elő, de ritkább a vesszős füzény; mindkettőnek számos kertészeti változata is ismert.

## Megjelenése
Lilás árnyalatú virágai 4–6 (8) tagúak, csöves csészéikről függelékek lógnak. A virágok kissé kétoldalian részarányosak, álörvös füzérekben nőnek. Érdekes tulajdonságuk a heterosztilia: az önbeporzás kivédésére a virágban a porzók és a bibék 2–3 emeletbe rendeződnek, és azon az emeleten, ahol bibe van, sosem nő portok.
A fajok elkülönítése nem egyértelmű; egyesek helyenként keverednek. Gyakorlatilag minden, viszonylag gyakori füzényfaj jó takarmányfű. Az Észak-Amerikából származó L. purshianum ismert kerti növény. Több faj főzete láz- és gyulladáscsökkentő hatású.